# Сліпий музикант (повість)
«Сліпий музикант» (рос. Слепой музыкант) — повість російського письменника українсько-польського походження Володимира Короленка. Вперше надрукована у газеті «Російські відомості» у 1886 році.

## Історія створення
Володимир Короленко працював над цією повістю близько 13 років. Перші замальовки були зроблені в 1885 році. Частина твору була вперше опублікована у 1886 році. В тому ж, 1886 році, Короленко переробив її для публікації в іншій газеті. У 1888 вона була надрукована окремою книгою. У 1898 році Короленко вводить у повість додаткові епізоди (зокрема, подорож Петра з жебраками). Про задум твору він розповів в своїй короткій автобіографії: «В цьому етюді я поставив за мету відслідкувати душевну драму сліпого… Матеріалом стали спогади про сліпонароджену дівчинку, яку я знав у дитинстві…» Повість «Сліпий музикант» стала популярною серед сучасників. За життя Короленка її перевидавали 15 разів.

## Сюжет
У селі Південно-Західного краю, в заможній родині Попельських народжується хлопчик Петро. Родина не чисельна: мати — Анна Михайлівна, батько та брат матері — дядько Максим.
Всі радіють народженню дитини, але мати, дивлячись на його очі, відчуває підсвідомий страх. Їй здається, що дитина не бачить. І лікар це підтверджує.
Та попри все, дядько Максим, ветеран війни за визволення Італії, який воював під проводом Гарібальді, був тяжко поранений та пересувався тільки за допомогою милиць, людина з твердим характером та багатим життєвим досвідом, бере на себе його виховання…
Дитина виявилася дуже чутливою до звуків. Почувши по весні звуки, які донесли шум струмка, співи птахів, шерех трави, Петро навіть втратив свідомість.
А одного разу, коли йому було п'ять років, він почув звуки, які здалися йому чарівними. То була сопілка, на який грав конюх Йохим. Відтоді хлопчик проводив вільний час на конюшні з Йохимом. Це викликало занепокоєння в матері. Вона відчувала ревнощі, коли Петро уходив слухати сопілку Йохима.
Анна Михайлівна згадала, що колись, під час навчання у київському пансіоні, гарно грала на фортепіано. І в домі з'являється фортепіано. Мати кличе Петруся та бажаючи привернути його увагу, починає грати. Але хлопчику мелодія здається занадто гучною і лякає його. Він знов іде до Йохима, чия музика народних переспівів ближче йому до душі.
Згодом мати розуміє причину та в її музиці з'являються нові мелодії, сповнені мотивів рідного краю. Це привертає увагу Петра і він, зацікавлений, вчиться грати на фортепіано, що в нього гарно виходить.
Та в хлопчика немає друзів, діти лякаються його.
Дуже чутливий до свого становища, він часто усамітнюється, гуляючи неподалік від садиби. На одній із прогулянок він знайомиться з дівчинкою на ім'я Евеліна, батьки якої оселилися в будинку поруч із садибою Попельських. В розмові з Петром Евеліна дізнається про його сліпоту. Вона плаче, співчуваючи йому. Між дітьми складається дружба. Евеліна приходить в гості до Петра. Вони разом починають брати уроки у Максима. Проходить час, їх дружба стає все сильніше.
Одного разу Максим запросив у гості свого старого друга із синами. І  Петро вперше зіграв перед публікою. Гості були вражені його грою. Та пролунала думка про необхідність розвитку таланту.
Згодом Евеліна і Петро разом із батьками приїхали до монастиря, де Петро випадково зустрів сліпого дзвонаря. Дзвонар розповідає йому про своє життя. В розповіді він виказує злобне ставлення до оточуючих, вважаючи їх винними в його біді. І Петро переймає його погляд на життя і починає скаржитися на долю. Його ставлення до рідних змінюється під впливом бесіди із сліпим дзвонарем. Петро навіть намагається розірвати стосунки з Евеліною, яка сказала, що кохає його.
Це бентежить дядька Максима. Між ним та Петром відбувається  розмова, в який Максим розповідає Петру, як страждають прості люди, які не мають такого достатку та не оточені такою турботою як він.
В цей же час Петро захворів чи простудою, чи душевною хворобою. А коли одужав, поїхав з Максимом до Києва. Там Петро збирався брати уроки у відомого музиканта.
Та насправді Петро, потай від батьків, але за мовчазною згодою дядька, вирушає у подорож до Почаєва разом із старим приятелем Максима, сліпцем Федіром Кандибою.  Повертається додому Петро зі зціленою, заспокоєною душею. Мати сердиться але швидко прощає його. Незабаром Петро одружується на Евеліні та в них народжується хлопчик. Батько схвильовано питає, чи здорова дитина. І коли Петро чує, що дитина здорова та бачить, він ніби сам починає бачити.
А через три роки у Києві відбувається концерт. Збирається публіка, яка заінтригована майбутнім виступом — про музиканта ходять різні дивовижні чутки. Та коли Петро почав грати, в його музиці публіка ніби почула шум вулиці та вітер в траві, могутній хор та жалібну пісню жебраків…  
Грім оплесків був справжнім визнанням. А Максим, який був серед слухачів, зрозумів, що Петро прозрів і сповна відчуває як людську радість, так і горе…

## Цікаві факти
Повість була вперше надрукована «Російськими відомостями» без відома автора. Несподівано для Короленка, редакція опубліковала початок «Сліпого музиканта», коли ще не було написане продовження. Це змусило його працювати над твором поспіхом, внаслідок чого окремі глави Короленко писав відразу «начисто».
Епізод із дзвонарями у монастирі був взятий Короленком «з натури» — цю сцену він побачив у Саровському монастирі та записав у свій записник та дорожній альбом.

## Екранізація
У 1960 році на кіностудії «Мосфільм» режисером Тетяною Лукашевич був знятий однойменний фільм. Прем'єра фільму відбулася 20 березня 1961 року.